# Ояма, Ясухико
Ясухико Ояма (яп. 大山 泰彦) — мастер каратэ, сподвижник Ояма-каратэ, обладатель 10 дана, брат Сигэру Оямы и ученик Масутацу Оямы. Один из основателей «Всемирной организации Ояма-каратэ» (World Oyama Karate Organization — WOKO), и директор её Юго-Восточного отделения.
Ясухико Ояма — последний чемпион Всеяпонского Чемпионата по Фулл-контакт каратэ.
В 1965 году Ясухико Ояма вместе с Сигэру Оямой и Тадаси Накамурой был отправлен в США для развития и популяризации каратэ Кёкусинкай.
Ясухико Оямой были написаны несколько бестселлеров. Он издаёт журнал о боевых искусствах. При его активном участии Оямы создаётся большое количество видеоматериалов, посвящённых каратэ. Ясухико Ояма — знаток тактических нюансов каратэ.
Ояма принимал участие в создании школ каратэ по всему миру: в Азии, Европе, в Северной и Южной Америке.
В 1981 и в 1985 годах Ясухико и Сигэру Ояма признавались лучшими международными мастерами года. В знак признания их вклада развитие каратэ и уровня их мастерства они были приглашены в Белый дом Президентом США Рональдом Рейганом.